# Дифузна плућна осификација
Дифузна плућна осификација (ДПО) је ретко стање ДЛД (дифузна болест плућа) које карактерише присуство метапластичне ектопичне кости у плућима и ређе је код пацијената без јасне позадине плућних болести.  Недавни литературни радови указују на то да ДПО може бити предиктор плућне фиброзе, повезане са узорком уобичајене интерстицијалне пнеумоније (УИП) и има већу корелацију са идиопатском плућном фиброзом (ИПФ).
ДПО карактеришу веома мали калцификациони чворови, често са зрелим костима који се налазе у оба плућа и често у периферним деловима плућа.  Препозната су дв обрасца ДПО:  дендриформна и нодуларна. Дендриформни тип је ређи и карактерише га мрежа коштаних спикула налик коралу дуж алвеоларних септа и често је повезана са интерстицијалном фиброзом или хроничном опструктивном болешћу плућа.

## Епидемиологија
Прегледом литературе, анализа пријављених случајева, у целини, показује да је ДПО преовлађујући патолошки феномен који се најчешће јавља код мушкараца у 40-им до 60-им годинама живота, али је у ретким случајевима описан и код млађих мушкараца и жена.
Однос оболелих између мушкараца и жена је био око 6:1 са просечном старошћу од 60,3 године у време постављања дијагнозе.

## Етиопатогенеза
Сматра се да је плућна осификација резултат више фактора у интеракцији, од којих су значајнији:
- Повреда ткива која се сматра најважнијим провокативним фактором који у алкалној средини иницира преципитацију калцијумове соли, омогућава активност алкалне фосфатазе и активира профиброгене цитокине.
- Алвеоларно крварење које је одговорно за интерстицијално таложење које привлачи соли калцијума и џиновске ћелије са више језгара.

Доњи режњеви су најчешће захваћени, са склоношћу ка задњем и бочном базалном сегменту 
Клинички ток је обично индолентан, иако је описана рестриктивна физиологија и смањен капацитет дифузије плућа за угљен моноксид.Неколико случајева је било потпуно асимптоматски јер је већина пацијената пријавила респираторне симптоме као што су бронхијална хиперактивност, кашаљ и диспнеја. Само у ретким случајевима респираторни симптоми су били толико изражени да су довели до билатералне трансплантације плућа.
Пнеумоторакс је био клиничка слика у ретким случајевима. Коморбидитети са ДПО пријављени у серији случајева укључујући историју болести плућа као што су: плућна фиброза, ХОБП и пнеумокониоза. Претходни малигнитет је такође пронађен у спорадичним случајевима.  ДПО је такође идентификован код пацијената са остеогенезом имперфекта (ОИ). Плућна осификација је вероватно настала током поправке алвеоларног оштећења изазваног смањеном производњом колагена типа 1 као резултат ОИ. 
У недавној ретроспективној студији идентификована је повезаност између дендриформне плућне осификације, у одсуству УИП-а и хроничне аспирације желудачне киселине, због гастроезофагеалне рефлуксне болести, опструктивне апнеје у сну или хроничног неуролошког поремећаја. Хронична аспирација киселине може изазвати локалну киселост и хипоксемију, што може довести до диференцијације плућних фибробласта у остеобласте. 

## Дијагноза и диференцијална дијагноза
Верује се да су комјутерска томографија, тачније компјутеризована томографија високе резолуције супериорни у односу на класичну радиографију грудног коша за исправно откривање сићушних малих калцификованих нодула и да могу прецизно показати гранање линије калцификација које су карактеристике ДПО, са могућношћу спровођења добре диференцијалне дијагнозе у вези са другим условима који могу симулирати његове карактеристике, често избегавајући биопсију употребом хирургије.

## Терапија
Пошто пацијенти са ПДО не могу имати користи од специфичне терапије, сматра се да је неопходна препорука  лечење и контрола свих присутних коморбидитета, због потенцијалне еволуције интерстицијалне фиброзе  која је повезана са овом ретком болешћу.